# Bacelarella iactans
Bacelarella iactans là một loài nhện trong họ Salticidae.
Loài này thuộc chi Bacelarella. Bacelarella iactans được Szüts & Rudy Jocqué miêu tả năm 2001.